# Gwiazda rocka
Rock Star – amerykański dramat muzyczny w reżyserii Stephena Hereka.

## Opis fabuły
Film opowiada o burzliwym życiu rockowych muzyków  zespołu Steel Dragon, a w szczególności o karierze młodego Chrisa Cole'a. Z dnia na dzień staje się on wokalistą sławnego zespołu, a co za tym idzie gwiazdą rocka, którego życie zaczyna się zmieniać w zawrotnym tempie.

## Obsada
- Mark Wahlberg jako Chris 'Izzy' Cole
- Jennifer Aniston jako Emily Poule
- Jason Flemyng jako Bobby Beers
- Dagmara Domińczyk jako Tania Asher